# Giuseppe Emanuele Ortolani
Giuseppe Emanuele Ortolani, barone di Pasquale (Cefalù, 1758 – Palermo, 1828), è stato un avvocato e letterato italiano.

## Biografia
Giuseppe Emanuele Ortolani dei baroni di Pasquale , discendente di un'antica famiglia pisana  trapiantatasi in Sicilia nel XIII secolo, fu avvocato, letterato e biografo. Fu autore prolifico, noto soprattutto per aver scritto la monumentale Biografia degli uomini illustri della Sicilia (Napoli, 1818-1821, voll. 4). Viene riconosciuto il merito ad Ortolani di aver rilanciato nel primo ventennio dell'Ottocento in ambito, non solo strettamente siciliano, il genere biografico..

## Opere
- Statistica generale di Sicilia, Palermo: Reale Stamperia, 1810-???
- Compendio della costituzione d'Inghilterra e dell'origine delle sue leggi estratto dalla biblioteca dell'uomo pubblico e dal francese in volgar lingua ridotto con nuove aggiunte, e note dell'avvocato Giuseppe Emmanuele Ortolani, Palermo: pelle stampe del Solli: a spese di Rosario Abate, 1812
- Su i mezzi immediati di estirpare la povertà in Sicilia, Palermo: Reale Stamperia, 1812
- Elementi di filosofia morale dell'avvocato d.d. Giuseppe Emanuele Ortolani, in Palermo, 1812. Dalla Reale Stamperia
- Biografia degli uomini illustri della Sicilia, Napoli 1818-1821, voll. 4
- Biografia degli uomini illustri della Sicilia ornata de' loro rispettivi ritratti compilata dall'avvocato d.r. d.n. Giuseppe Emanuele Ortolani e da altri letterati, Napoli: presso Niccola Gervasi, 1817-1821
- Nuovo dizionario geografico, statistico, e biografico della Sicilia antica e moderna colle nuove divisioni in intendenze, e sottintendenze dell'avvocato Giuseppe Emanuele Ortolani, Palermo: Presso Francesco Abbate qu. Dom., Palermo 1819
- Pensieri filosofico-morali sul piacere del dottor G. Emanuele Ortolani siciliano, Milano: presso l'editore Lorenzo Sonzogno, libraio sulla corsia de' Servi n. 602, Milano 1827